# لهجات هولندية
اللهجات الهولندية هي في المقام الأول لهجات التي هي على حد سواء مشابهة للغة الهولندية، ويتحدث بها في نفس منطقة اللغة كلغة هولندية فصحى. اللهجات الهولندية متنوعة بشكل ملحوظ، وتوجد في هولندا وشمال بلجيكا.
ويوجد بمقاطعة فرايزلاند لغتان رسميتان. اللغة الفريزية الغربية، متميزة عن الهولندية، يتحدث هنا جنبا إلى جنب مع لهجة الهولندية القياسية وStadsfries. كما تم تطوير (غرب) اللغة الفريزية القياسية.

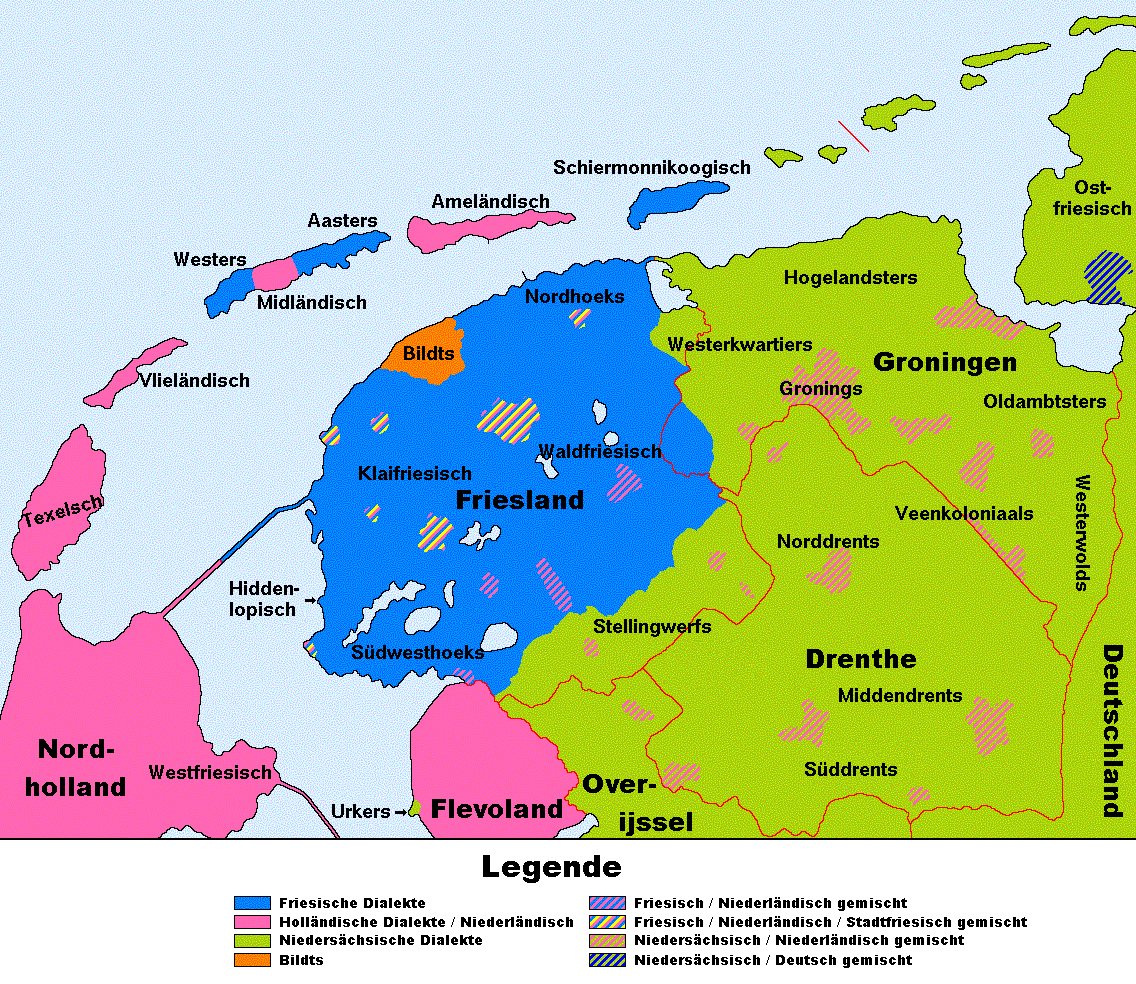
خريطة المناطق المتحدثة باللغة الفريزية في هولندا

## مزيد من القراءة
- Bont, Antonius Petrus de (1958) Dialekt van Kempenland 3 Deel [in ?5 vols.] Assen: van Gorcum, 1958-60. 1962, 1985